# Сарыкулов, Дуйсенкул
Дуйсенку́л Сарыку́лов — советский хозяйственный, государственный и политический деятель.

## Биография
Родился в 1906 году в нынешнем Кзылкумском районе. Член КПСС.
С 1923 года — на хозяйственной, общественной и политической работе. В 1923—1974 гг. — ученик пастуха, заведующий отделом Ташкентского окружкома ЦК ЛКСМ Узбекистана, секретарь Пролетарского райкома Компартии Узбекистана города Ташкента, слушатель Ташкентской промакадемии, начальник участка треста «Сунастрой», управляющий трестом «Средазгидроэнергопроект», нарком, министр мясной и молочной промышленности Узбекской ССР, начальник строительства Шайхонтасской ГЭС, слушатель Энергетической академии при Минэнерго СССР, заместитель министра городского и сельского строительства Киргизской ССР, управляющий трестом «Казголодностепьстрой», начальник Главного управления водного хозяйства при Совете Министров Казахской ССР, министр водного хозяйства Казахской ССР, председатель Госкомитета Совета Министров Казахской ССР по использованию и охране водных ресурсов, директор института «Казгипроводхоз».
Избирался депутатом Верховного Совета Узбекской ССР 2-го созыва, Казахской ССР 5-го созыва.
Умер в 1997 году.